# Liste der Baudenkmäler im Wuppertaler Stadtbezirk Uellendahl-Katernberg
Die Liste der Baudenkmäler im Wuppertaler Stadtbezirk Uellendahl-Katernberg enthält die denkmalgeschützten Bauwerke auf dem Gebiet des Stadtbezirks Wuppertal-Uellendahl-Katernberg in Nordrhein-Westfalen (Stand: November 2011). Diese Baudenkmäler sind in der Denkmalliste der Stadt Wuppertal eingetragen; Grundlage für die Aufnahme ist das Denkmalschutzgesetz Nordrhein-Westfalen (DSchG NRW).

Der Stadtbezirk ist gegliedert in die Wohnquartiere: Uellendahl-West, Uellendahl-Ost, Dönberg, Nevigeser Straße, Beek, Eckbusch, Siebeneick.

## Baudenkmäler im Wuppertaler Stadtbezirk Uellendahl-Katernberg

### Uellendahl-West
siehe Liste der Baudenkmäler im Wuppertaler Wohnquartier Uellendahl-West (A–J) und Liste der Baudenkmäler im Wuppertaler Wohnquartier Uellendahl-West (K–Z)

### Uellendahl-Ost
siehe Liste der Baudenkmäler im Wuppertaler Wohnquartier Uellendahl-Ost

### Dönberg
siehe Liste der Baudenkmäler im Wuppertaler Wohnquartier Dönberg

### Nevigeser Straße
siehe Liste der Baudenkmäler im Wuppertaler Wohnquartier Nevigeser Straße

### Beek
siehe Liste der Baudenkmäler im Wuppertaler Wohnquartier Beek

### Eckbusch
siehe Liste der Baudenkmäler im Wuppertaler Wohnquartier Eckbusch

### Siebeneick
siehe Liste der Baudenkmäler im Wuppertaler Wohnquartier Siebeneick